# Gai Fundani (cavaller)
Gai Fundani (en llatí Caius Fundanius) va ser un cavaller romà del segle i aC. Era probablement fill de Gai Fundani (Caius Fundanius) el sogre de Varró. Formava part de la gens Fundània, una gens romana d'origen plebeu.
Ciceró diu que eren amics. Formava part del partit dels optimats o pompeians, i l'any 45 aC en la guerra a Hispània va desertar del bàndol de Gneu Pompeu el jove i es va passar a Juli Cèsar, uns dies abans de la conquesta per les forces de Cèsar de la ciutat d'Ategua, a la Bètica, el 19 de febrer del 45 aC.